# The Rape of Lucretia
The Rape of Lucretia (en anglès, La violació de Lucrècia) és una òpera en dos actes del compositor Benjamin Britten, sobre un llibret de Ronald Duncan basat en Le viol de Lucrèce d'André Obey, inspirada al seu torn en el cèlebre poema de Shakespeare. Va ser estrenada en el Festival de Glyndebourne el 12 de juliol de 1946.
Va ser composta entre l'hivern i la primavera de 1946, després del gran triomf de Peter Grimes (1945). La tercera de les 12 òperes al repertori del compositor anglès i primera que va escriure per a una orquestra de cambra, pensada per petits teatres i mitjans reduïts.
La història està ambientada en l'any 500 aC i narra com Tarquini, fill del rei romà d'origen etrusc, viola Lucrècia, esposa del general Col·latí i única dona, entre les romanes esposes dels amics de Tarquini, que es va mantenir fidel durant la guerra.

## Personatges
- Cor masculí (tenor) - Peter Pears
- Cor femení (soprano) - Joan Cross
- Collatinus, un general romà (baix) - Owen Brannigan
- Junius (baríton), un general romà - Edmund Donleavy
- Tarquinius, príncep de Roma i fill del tirà etrusc Tarquini el Superb (baríton) - Otakar Kraus
- Lucretia, esposa de Collatinus (contralt) - Kathleen Ferrier
- Bianca, vella dida de Lucretia (mezzosoprano) - Anna Pollak
- Lucia, serventa de Lucretia (soprano) - Margaret Ritchie

## Argument
Lloc i època:Campament militar romà i la casa de Lucrècia a Roma, vers l'any 500 aC.

### Pròleg
Informe de les desgràcies de Roma sota el domini de Tarquini

### Acte I
Quadre 1. Un campament militar a les portes de Roma, en una nit xafogosa. Col·latí, Juni i Tarquini beuen lamentant-se de la infidelitat de les dones. Només Lucrècia, l'esposa de Col·latí, és famosa per la seva sòlida virtut. Tarquini es proposa la perdició de la respectada dama seduint-la. (Interludi: representació del camí a cavall de Tarquini a envers Roma.) 

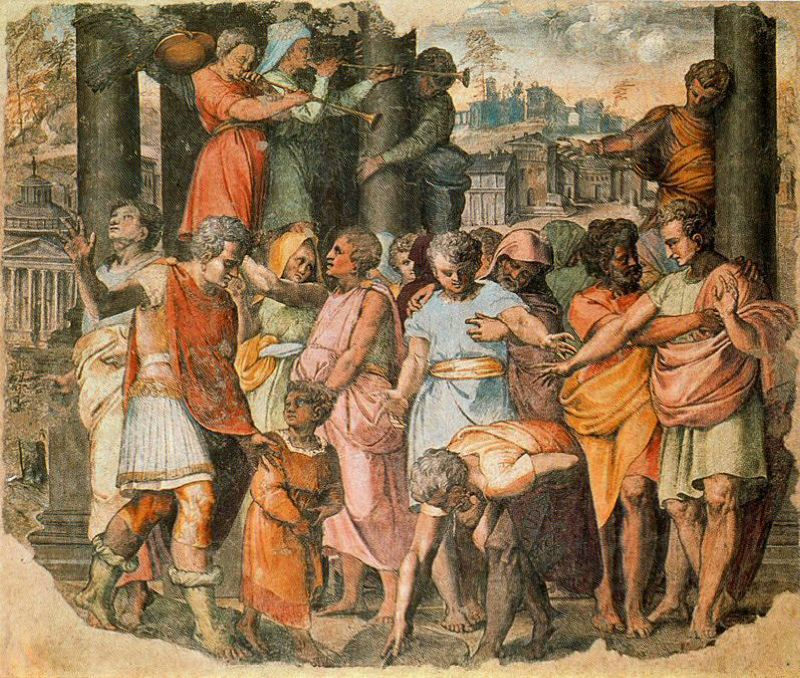
Tarquini el Superb, funda el temple de Júpiter

Quadre 2. Lucrècia resta asseguda prop de la seva dida i la seva serventa, al costat de la filosa. Tarquini es presenta i sol·licita allotjament per aquesta nit.

### Acte II
Quadre 1. Els etruscs han causat terribles estralls a Roma. Però, com es pot comparar la destrucció externa enfront de la desolació interior?. Els romans encara conserven un últim bastió d'integritat enfront dels depravats etruscs, i es tracta de la virtuosa Lucrècia. Però Tarquini entra per la força en l'alcova de Lucrècia, i malgrat la forta defensa d'aquesta, és ultratjada.
(Interludi: cant coral amb el tema del sofriment de Crist, quan la virtut és «assetjada pel pecat».
Quadre 2. Blanca i Llúcia donen la benvinguda alegrement al nou dia arranjant pomells de flors, però resten horroritzades en assabentar-se dels esdeveniments de la nit anterior. Lucrècia exigeix veure al seu marit i s'acomiada de la vida. Encara Col·latí li declara la seva confiança i el seu amor, per a Lucrècia el suïcidi sembla l'única possibilitat de provar la seva innocència, pel que s'apunyala. El dol i la consternació general (passacaglia) per la seva mort desemboquen en promesa de salvació cristiana (epíleg).

## Enregistraments
| Any  | Elenc (Lucretia, Cor masculí, Cor femení, Tarquinius)                      | Director, Teatre i orquestta                            | Segell                                 |
| ---- | -------------------------------------------------------------------------- | ------------------------------------------------------- | -------------------------------------- |
| 1946 | Kathleen Ferrier, Peter Pears, Joan Cross, Otakar Kraus                    | Hans Oppenheim, Orquesta del Festival de Glyndebourne   | GALA (GL100.560)                       |
| 1947 | Nancy Evans, Peter Pears, Joan Cross, Frederick Sharp                      | Reginald Goodall, Orquesta del Festival de Glyndebourne | EMI CMS 7 64727-2                      |
| 1970 | Janet Baker, Peter Pears, Heather Harper, Benjamin Luxon                   | Benjamin Britten, Orquesta de Cámara Inglesa            | Decca Records                          |
| 1977 | Patricia Kern, Robert Tear, Catherine Wilson, Stuart Harling               | Roderick Brydon, Orquestra de Cambra Escocesa           | Open Reel Tape - mr. tape 2435         |
| 1987 | Jean Rigby, Anthony Rolfe Johnson, Kathryn Harries, Rusell Smythe          | Lionel Friend, Òpera Nacional Anglesa                   | ARTHAUS (DVD) (102 021)                |
| 1993 | Jean Rigby, Nigel Robson, Catherine Pierard, Donald Maxwell                | Richard Hickox, City of London Sinfonia                 | Chandos CHAN 9254-5                    |
| 2001 | Sarah Connolly, John Mark Ainsley, Orla Boylan, Christopher Maltman        | Paul Daniel, Òpera Nacional Anglesa                     | DVD (Vídeo) - House of Opera DVDBB 393 |
| 2004 | Christine Rice, Hubert Francis, Victoria Nava, Grant Doyle                 | Alexander Briger, Orquestra Covent Garden               | CD: Premiere Opera Ltd. CDNO 1373-2    |
| 2013 | Angelika Kirchschlager, Ian Bostridge, Susan Gritton, Peter Coleman-Wright | Oliver Knussen, Aldeburgh Festival Ensemble             | Virgin                                 |